# Batalha de Arroio Grande
A Batalha de Arroio Grande ocorreu a 26 de novembro de 1844, em local próximo ao Arroio Chasqueiro, no então Curato de Nossa Senhora da Graça do Arroio Grande (atual Município de Arroio Grande) que fazia parte de Jaguarão, sendo o último confronto da Guerra dos Farrapos em território riograndense, já durante as tratativas de paz.
Teixeira Nunes e os Lanceiros Negros remanescentes da Batalha dos Porongos são enviados por David Canabarro para uma ação na retaguarda inimiga.
Deveriam arrecadar impostos e fornecer do necessário, a tropa, no distrito do Arroio Grande. Também deveriam, se possível, cair de chofre no imperial depósito de solípedes, de além do canal São Gonçalo. Efetuada a incorporação, e já cobradas as taxas na aldeia supra e costa do Chasqueiro, movia-se o contingente revolucionário em franco recuo para noroeste, quando foram surpreendidos por bandos de Moringue que acamparam, nesta data, perto de Canudos;  Fidelis, subalterno, caiu de improviso sobre os retirantes. Assistiu-se aí à exata miniatura do que se vira em Porongos: destroçou-se o grupo de Teixeira Nunes que foi ferido e, prisioneiro, foi degolado.